# Marek Bałata
Marek Bałata, właściwie Andrzej Marek Bałata (ur. 31 sierpnia 1955 w Rzeszowie) – polski wokalista jazzowy, kompozytor, grafik.

## Życiorys
Pochodzi z Mielca, tam ukończył Technikum Mechaniczne i wyjechał na studia do Krakowa. Na jego repertuar składają się utwory własne oraz standardy jazzowe, pieśni gospel, transkrypcje utworów Fryderyka Chopina, utwory Krzysztofa Komedy, piosenki Zygmunta Koniecznego, Wojciecha Młynarskiego, Agnieszki Osieckiej i Andrzeja Waligórskiego.
Występuje z własnym Quintetem, w skład którego wchodzą najlepsi muzycy polscy. W 1996 założył międzynarodowy zespół CANTABILE IN JAZZ, w którym występowali wokaliści: Urszula Dudziak, Michele Hendricks, Judy Niemack oraz basiści, m.in.: Mariusz Bogdanowicz, Anthony Jackson, Adam Skrzypek. Wykonuje partie solowe nowej aranżacji Mszy Kreolskiej Misa Criolla Ariela Ramíreza. Od roku 2001 współrealizuje projekt artystyczny Włodzimierza Szomańskiego pt. „Missa Gospel’s”, będący próbą adaptacji muzyki gospel do wymogów współczesnej liturgii katolickiej. Współpracował też z grupą Sierra Manta oraz Collegium Cantorum. W latach 2009–2012 razem z Olą Turkiewicz występował w czterech kolejnych edycjach Koncertu Niepodległości w Muzeum Powstania Warszawskiego. Od 1990 roku zwycięzca dorocznego plebiscytu Jazz Top pisma „Jazz Forum” w kategorii Wokalista.

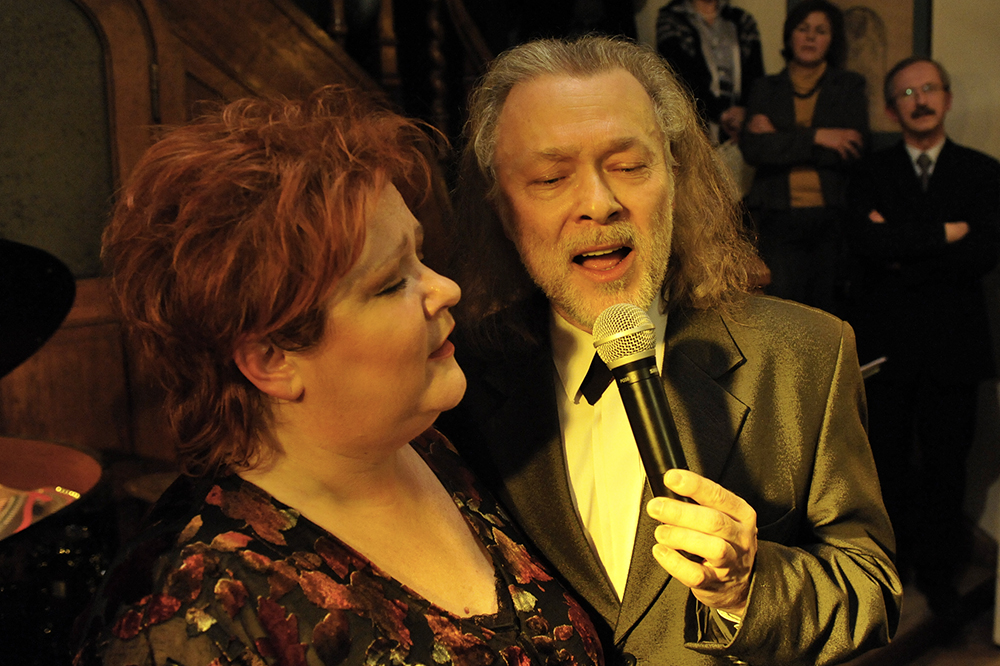
Marek Bałata w duecie z Lorą Szafran w Muzeum Stawisko w Podkowie Leśnej koło Warszawy w grudniu 2010.

## Dyskografia
- Robert Janson – Trzeci wymiar (1997)[4]
- Golgota Polska. Artyści polscy Janowi Pawłowi II w hołdzie – z różnymi wykonawcami (2010)[5]